# 岐阜県立西濃高等特別支援学校
岐阜県立西濃高等特別支援学校（ぎふけんりつ せいのうこうとうとくべつしえんがっこう）は、岐阜県大垣市にある公立特別支援学校。
2018年（平成30年）4月1日に開校（4月11日開校式）。校名は一般公募され決定した。岐阜県が2006年（平成18年）3月に策定した「子どもかがやきプラン」に基づき整備された学校である。
建物は旧・岐阜県立大垣高等技能専門校校舎を改修したものである。また、岐阜県立大垣特別支援学校の近くであり、大垣特別支援学校と西濃高等特別支援学校とは、大垣市職業訓練センターを挟んで隣接している。

## 学校概要
- 創立 2018年
- 学部
  - 高等部
- 対象：知的障害児
- 専門コース
  - 工業コース
  - 食品コース
  - 環境コース
  - 福祉コース
- 部活動
  - 卓球
  - サッカー
  - 美術
  - パソコン

## アクセス
- 養老鉄道養老線「友江駅」下車。徒歩15分。